# Riches, belles, etc.
Pour plus de détails, voir Fiche technique et Distribution.
Riches, belles, etc. est un film français réalisé par Bunny Schpoliansky, sorti en 1998.

## Fiche technique
- Titre : Riches, belles, etc.
- Réalisation : Bunny Schpoliansky
- Scénario : Bunny Schpoliansky
- Photographie : Christophe Beaucarne
- Musique : Dominique Probst
- Montage : Charlotte Fauvel
- Costumes : Edmond Boublil, Didier Ludot, Stéphane Rolland et Sabbia Rosa
- Son : Sam Cohen
- Production : Nicolas Schpoliansi, Pin Sky Productions
- Pays d'origine :  France
- Durée : 87 minutes
- Date de sortie : 
  - France : 21 janvier 1998

## Distribution
- Lola Naymark : Rose, la petite fille
- Claudia Cardinale: la baronne Mitsy
- Marisa Berenson : Alizéa
- Anouk Aimée : la fée
- Sonia Rykiel : Hortense
- Gisèle Casadesus : Rosalinde
- Claire Maurier : la femme fauve
- Emilie Brigand : Laëtitia
- Jay Alexander : Jay
- Hermine de Clermont-Tonnerre : Alma
- Tasha Mota e Cunha : Inès
- Alexandra Kamp-Groeneveld : la dormeuse
- Bunny Schpoliansky : Lilas
- Maria Cristina Mastrangeli : la gouvernante
- Firmine Richard : l'embaumeuse
- Isabelle Tanakil : l'Espagnole
- Mahoganya de Laffon : le gourou
- Edith Perret-Devaux : le fantôme
- Dominique Vallée et Marie Seux : les deux femmes de l'Est
- Claude Degliame
- Mbembo
- Urbain Cancelier
- Florence Pelly